# Ganesh V. Mavalankar
Ganesh Vasudev Mavalankar (Dadasaheb Mavalankar), född 27 november 1888 i Baroda (familjen härstammade från Ratnagiri), död 27 februari 1956 i Ahmedabad, i hjärtattack, var en indisk politiker och Lok Sabhas förste talman. Bachelor of Arts-examen från Gujarat College, Ahmedabad, 1908. Juridisk examen 1912. Advokat från 1913, tidigt verksam i Kongresspartiet, varför Mavalankar tillbragte 6 år i fängelse under britterna.
Eftersom Mavalankar varit talman i den lagstiftande församlingen i Bombay före den indiska självständigheten 1947 föll det sig naturligt att han blev talman först för den provisoriska lagstiftande församlingen i det självständiga Indien, som i Lok Sabha.